# Roger Pipoz
Roger Pipoz (* 1. Januar 1905 in Neuchâtel; † 26. Mai 1956 in La-Chaux-de-Fonds) war ein Schweizer Radrennfahrer und nationaler Meister im Radsport.

## Sportliche Laufbahn
Erste grössere Erfolge hatte er mit seinen Siegen in der Rundfahrt Circuit du Jura 1926 und 1927. Neben Strassenrennen bestritt er auch Querfeldeinrennen. In dieser Disziplin gewann er die nationale Meisterschaft der Schweiz 1927 und 1928. 1931 startete er bei der Tour de France in der gemischten Mannschaft Schweiz/Australien und belegte den 21. Platz im Gesamtklassement. Im folgenden Jahr musste er die Tour auf der 6. Etappe beenden. 1933 wurde er 36. der Tour. Ab 1936 bestritt er dann vornehmlich Querfeldeinrennen. Die heimische Tour de Suisse fuhr er 1934 und belegte den 24. Rang. Er blieb bis 1948 aktiv. 